# Leonardo Foscolo
Leonardo Foscolo (Venezia, 25 agosto 1588 – Venezia, 2 febbraio 1660) è stato un ufficiale militare veneziano del XVII secolo che ha combattuto nella Guerra di Candia (1645-1669) contro gli Ottomani.
Fece una campagna in Dalmazia, conquistò diverse fortezze, riconquistò Novegradi, catturò temporaneamente la fortezza di Tenin e riuscì a costringere alla resa la guarnigione della fortezza di Clissa.

## Biografia
Nato a Venezia il 25 agosto 1588, secondogenito di Alvise Foscolo e Adriana Emo. Nel dicembre 1609 estrasse la balla d'oro, che consentiva l'accesso al Maggior Consiglio, ma questo non ebbe un grande impatto sulla sua carriera politica: a causa delle cattive condizioni economiche della sua famiglia, intraprese presto la carriera militare navale della Repubblica di Venezia. Divenne patrono all'Arsenale il 13 febbraio 1617, senza completare il mandato, poiché il 12 agosto 1618 fu nominato Capitano delle Guardie delle isole del Golfo del Quarnero e della costa istriana.
Poco dopo, fu costretto a intraprendere l'ingrato compito di governatore delle galere dei condannati, che svolse dal 1º giugno 1619 al 3 luglio 1620. L'ambito del ruolo di Foscolo si era ampliato fino a comprendere l'Egeo, ma i problemi minacciavano le spedizioni di Foscolo. Il problema di natura militare era semplice, costituito dall'attenta vigilanza della flotta napoletana, ancora sotto il comando del Duca di Osuna, mentre quelli più gravi erano legati alle radicate condizioni di miseria e desolazione in cui si trovava il personale.
Nonostante ciò, fu nominato Capitano del Golfo (comandante della flotta dell'Adriatico), carica che mantenne per quattro anni, a partire dall'estate del 1620, durante i quali Giovanni Battista Ballarino, allora ventenne, lo affiancherà come segretario (1623). Al termine del lungo imbarco, nel febbraio 1625, Foscolo sposò Elena Molin di Marcantonio, vedova di Marino Pesaro, dalla quale però non ebbe figli. Fu probabilmente in questa occasione che si trasferì nel sestiere di Castello, dove i documenti successivi indicano la sua residenza. Non rimase a lungo a Venezia, poiché nel marzo 1624 fu nominato duca del Ducato di Candia. Giunto sull'isola all'inizio del 1626, per due anni assunse le funzioni di giudice e di amministratore, ascoltando cause, affrontando i numerosi e sempre spinosi problemi legati ai naufragi, alle dispute con il clero ortodosso e alle turbolenze prevaricatrici dei "feudatari". Lasciò l'incarico il 12 marzo 1628, secondo quanto scrisse al Senato provveditore generale del Regno, Francesco Morosini.
Continuò la sua intensa attività politica e assunse posizioni di crescente prestigio. Gli viene così affidata la sovrintendenza della costruzione dei galeoni (28 luglio 1628), poi diventa provveditore dell'Armada da mar (10 ottobre 1628), supervisore della Nuova Giustizia (16 ottobre 1629), membro del Consiglio dei Dieci (1º aprile 1630). Poco dopo si dimette per assumere l'incarico di depositario della Vendita per due anni (10 ottobre 1630); ancora amministratore dell'Armada da mar (19 ottobre 1632), governatore del Banco della Piazza (12 gennaio 1633), Provveditore sopra Ori e Argenti (14 maggio 1633), governatore dell'Ufficio delle imposte (27 settembre 1633), ancora amministratore dell'Armada da mar (10 ottobre 1635), savio alla Mercanzia (19 aprile 1636), membro del Consiglio dei Dieci (1º ottobre 1636), trasador (12 settembre 1637), sorvegliante dell'osservanza dei due super provveditori alle pompe (10 ottobre 1637).
Eletto per la terza volta nel Consiglio dei Dieci nell'ottobre 1638, vi rinunciò per diventare consigliere dogale del sestiere di Castello; Fu poi nominato depositario in Zecca (26 giugno 1640), governatore delle Entrate (20 dicembre 1640), provveditore alla Cassa di ori e argenti (26 settembre 1642), provveditore in Zecca al pagamento dei prò (21 gennaio 1643), provveditore all'Arsenale (22 agosto 1643), membro del Consiglio dei Dieci (1º ottobre 1644) e da questo organo eletto Inquisitore di Stato due giorni dopo, carica che abbandonò il 17 aprile 1645 per assumere la carica - da lui preferita - di consigliere dogale. Pochi mesi dopo, però, il 28 luglio, fu eletto provveditore in Dalmazia, insieme al collega Nicolò Dolfin, e poche settimane dopo (31 agosto) fu nominato anche Provveditore Generale in Dalmazia e Albania, in sostituzione di Andrea Vendramin.
In seguito all'invasione turca della Dalmazia, guidò una campagna militare per liberare la Dalmazia. In seguito a questa vittoria, il Senato gli conferì il titolo di "Benefattore della Patria" e di "Capitano Generale da Mar". Abbandonata la vita militare, Foscolo fu nominato con altri titoli come Inquisitore e Uditore delle Scuole Grandi (20 aprile 1655), Sorvegliante della Sanità (4 maggio 1655), Esecutore contro la Bestemmia (6 novembre 1655), Regolatore delle Scritture (20 dicembre 1656), Sovrintendente dei Monasteri (14 luglio 1657), Saggio dell'Eresia (11 ottobre 1658), Sovrintendente dell'Arsenale (30 luglio 1659). Grazie alla sua fama, concorse più volte per il titolo di Doge di Venezia. Morì a Venezia il 2 febbraio 1660.